# Facing Fear
Facing Fear (deutsch Der Angst begegnen) ist ein US-amerikanischer Dokumentarfilm aus dem Jahr 2013. Der Film von Jason Cohen wurde 2014 für den Oscar in der Kategorie Bester Dokumentar-Kurzfilm nominiert.

## Handlung
25 Jahre nachdem Neonazis den homosexuellen Matthew Boger angegriffen und körperlich schwer verletzt hatten, arbeitet Matthew im Museum der Toleranz, wo er mit Tim Zaal, einem ehemaligen Neonazi, ins Gespräch kommt. Beide stellen sehr schnell fest, dass sie sich zuvor bereits getroffen hatten. Tim war einer der Neonazis, die Matthew damals angegriffen und schwer verletzt zurückgelassen hatten. 
Durch ihre Gespräche schaffen sie es, ihre Überzeugungen und Ängste zu überwinden, was zu Vergebung und einer unwahrscheinlichen Zusammenarbeit führt.

## Hintergrund
Der Film hatte am 13. Juli 2013 Weltpremiere in Los Angeles.
Matthew und Tim halten unter dem Namen „From Hate to Hope“ eine Präsentationsreihe im Museum der Toleranz.
Tim Zaal arbeitet mittlerweile an mehreren Projekten gegen Hass und Intoleranz wie z. B. am Simon Wiesenthal Center bei der Task Force Against Hate Crime.

## Auszeichnungen
- Oscarverleihung 2014: Nominierung als Bester Dokumentar-Kurzfilm